# The Oatmeal
The Oatmeal es un sitio web de contenido humorístico creado en 2009 por el caricaturista Matthew Inman.  Este, quien vive en Seattle, actualiza constantemente su sitio web con cómics, ejercicios y artículos. En 2010, Inman obtuvo más de 4 millones de visitantes únicos al mes. En 2012, sus ganancias anuales fueron de aproximadamente 500 000 dólares.

## Sitio

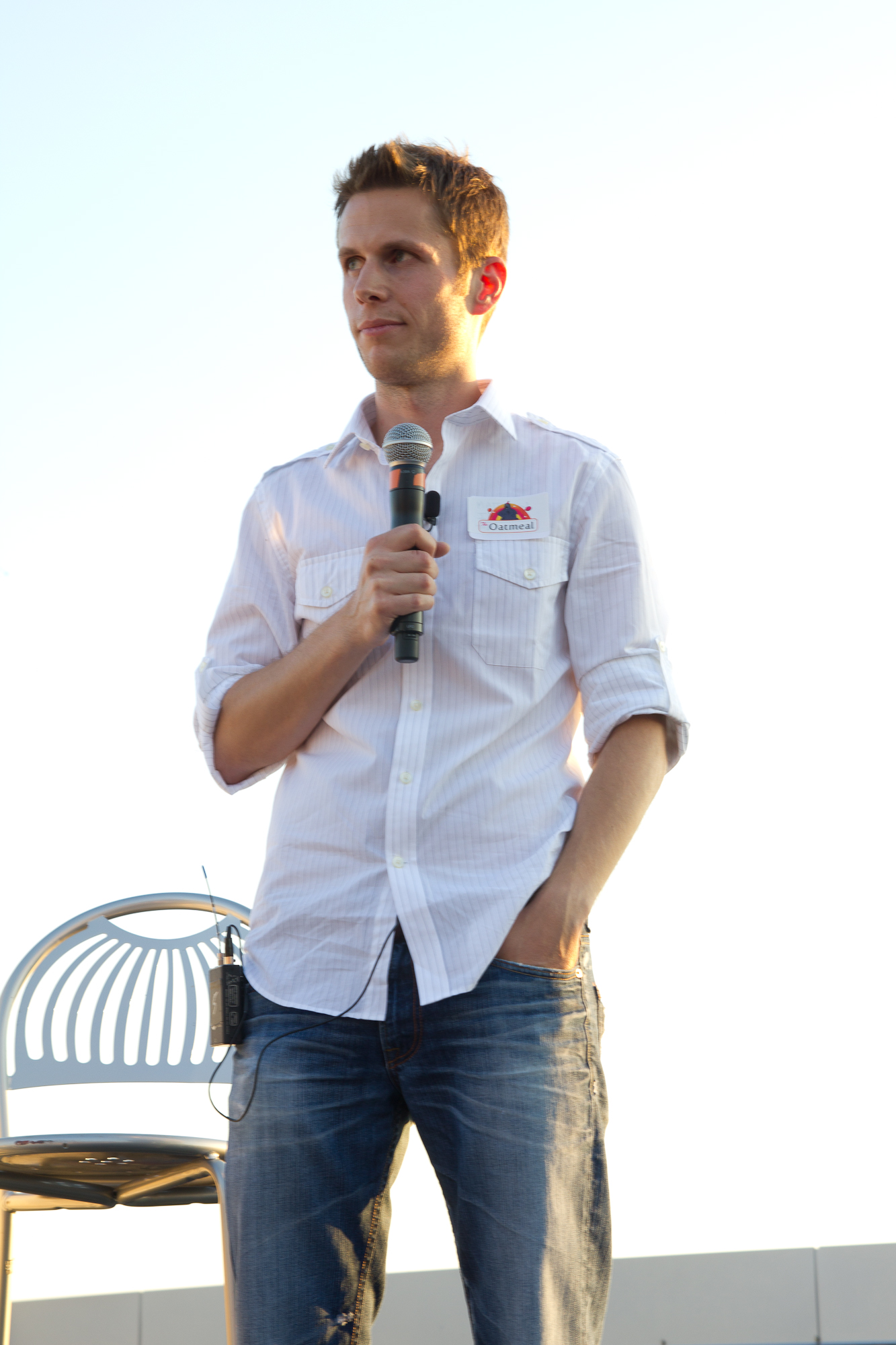
Matthew Inman, creador de The Oatmeal.

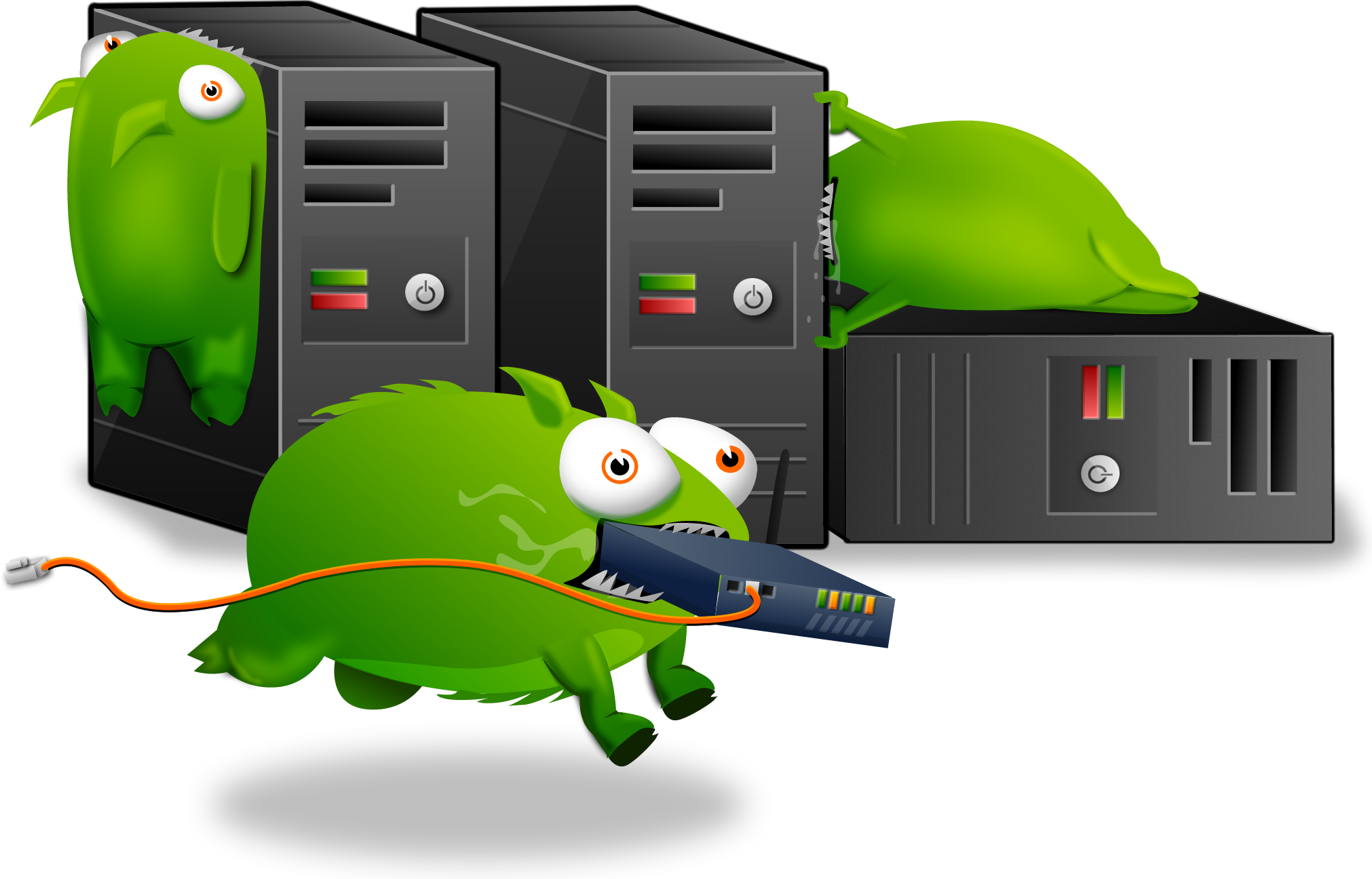
Tumbeasts

La información encontrada en los cómics de Oatmeal es investigada por Inman. Un cómic toma típicamente a Inman entre 7 a 8 horas en 3 días. Los cómics cubren una gran variedad de temas, incluyendo zombis, gatos, cuidados de caballos, internet y gramática del inglés, con  títulos como "What it's like to own an Apple product", "What your e-mail address says about your computer skills", "How the male angler fish gets completely screwed", "8 websites you need to stop building", "How to name a volcano", "15-ish things worth knowing about coffee" y "How a web design goes straight to hell."  En "The State of the Web (Winter 2010)" (El estado de la Web (invierno 2010)), Inman creó los Tumbeasts como una reacción a las caídas habituales de Tumblr, como una parodia del Fail Whale de Twitter, e instó a Tumblr a usarlos, quienes lo hicieron por un pequeño período de tiempo.
Cuando piensa en un tema para escribir acerca de él en el sitio, Inman piensa en algo en lo que él esté interesado, y esctribe accerca de él. Usualmente trabaja en casa, pero encuentra dificultoso hacerlo durante un largo periodo de tiempo, por la falta de contacto social, de modo que en ocasiones trabaja en un café.
En 2010, The Oatmeal obtuvo un promedio de 4.6 millones de visitantes únicos y más de 20 millones de visitas en un mes. Inman y su sitio web fueron mencionados en un episodio de Last Call with Carson Daly.
En 2014, el sitio web fue galardonado con el Eisner Award por el mejor webcómic.

## Disputas legales

### FunnyJunk
Inman alegó que los usuarios de FunnyJunk, un sitio web agregador de contenidos, infrigiólos derechos de contenido original de The Oatmeal. FunnyJunk alegó que esas ocupaciones eran difamación y demandó $20,000 en daños. Inman respondió abriendo una campaña en Indiegogo de $20000 para una obra de caridad llamada "Operation BearLove Good, Cancer Bad". Inman nombró a la National Wildlife Federation y la American Cancer Society como beneficiarios y reunió $220,024. El manifestó que intentaba tomar una fotografía de sí mismo con el dinero, y enviar la fotografía con una ilustración satírica de la madre de FunnyJunk "seduciendo un oso Kodiak" a FunnyJunk.
El abogado de FunnyJunk, Charles Carreon, intentó cerrar la campaña, alegando que esta violaba los términos y condiciones de Indiegogo. Carreón también archivó un proceso judicial pro se Carreon v. Inman et al en la Corte del Distrito Norte de California contra Inman, Indiegogo, the American Cancer Society, y la National Wildlife Federation en respuesta. El 3 de julio de 2012, Carreon archivó una noticia de dimisión voluntaria en su proceso legal contra todas las partes sin prejuicio.

### Oatmeal Studios
[actualizar]
El 21 de noviembre de 2012 2012, Oatmeal Studios demandó a Inman y Recycled Greetings por violación de marca registrada.